# Жалгызагашсай
Жалгызагашсай — река в России, протекает по Оренбургской области. Устье реки находится в 1569 км по левому берегу реки Урал. Длина реки составляет 12 км.

## Данные водного реестра
По данным государственного водного реестра России относится к Уральскому бассейновому округу, водохозяйственный участок реки — Урал от города Орск до впадения реки Сакмара. Речной бассейн реки — Урал (российская часть бассейна).
Код объекта в государственном водном реестре — 12010000812112200004324.